# Tahar Rahim
Tahar Rahim (Belfort, 4 de juliol de 1981) és un actor francès. Va guanyar el César al millor actor l'any 2010 per la seua interpretació al drama carcerari Un profeta. Més endavant, ha interpretat el paper de l'assassí en sèrie Charles Sobhraj a la minisèrie The serpent (2021), i el de Mohamedou Ould Slahi a The Mauritanian (2021).

## Trajectòria
Tahar Rahim prové d'una família humil originària d'Orà (el seu pare hi va ser professor d'àrab, abans de ser obrer a França) composta de deu germans.
El 2013, va protagonitzar Le Passé d'Asghar Farhadi amb Bérénice Bejo. El 2014, va actuar amb Omar Sy a la comèdia dramàtica Samba d'Éric Toledano i Olivier Nakache, i la pel·lícula independent The Cut de Fatih Akın.
L'any 2018 va interpretar el paper de l'agent de l'FBI Ali Soufan a la sèrie estatunidenca The Looming Tower, que evoca els errors de comunicació entre la CIA i l'FBI que van provocar els atemptats de l'11 de setembre de 2001. També va protagonitzar el drama històric Maria Magdalena de Garth Davis, on interpreta Judes Iscariot.
El 2020 va protagonitzar, al costat de la seva esposa Leïla Bekhti, la primera sèrie de Damien Chazelle, The Eddy. El 2021, va ser membre del jurat del 74è Festival Internacional de Cinema de Canes, presidit pel director Spike Lee.